# Monção (Maranhão)
Monção é um município brasileiro do estado do Maranhão, Região Nordeste do país. Localiza-se a uma latitude 03º29'30" sul e a uma longitude 45º15'04" oeste, estando a uma altitude de 14 metros. Sua população estimada em 2024 é de 28.606 habitantes. Está entre as maiores cidades em extensão territorial do Maranhão, Possui uma área de 1415,94 km².

## História
Monção (antigo distrito criado em 1757 ou 1767) foi elevado à vila em 1859. Depois da extinção do município em 1932 é elevado novamente à categoria de município pelo decreto nº 919, de 30 de setembro de 1935.
A Cidade é comumente conhecida como a ''Cidade dos Lagos'' por ser banhada por mais de um lago.